# Voltis
Die weiße Rebsorte Voltis stammt aus Frankreich. Sie ist eine Hybridrebe (interspezische Kreuzung), die aus einer Kreuzung der Sorten Villaris x VRH3159-2-12 hervorging. Villaris entstand am Institut für Rebenzüchtung Geilweilerhof. Die Versuchsrebe VRH3159-2-12 wurde von Alain Bouquet im Weinbauinstitut in Bordeaux gezüchtet. Aus der gleichen Züchtungsreihe ging die Sorte Floreal hervor.
Ziel der Kreuzung war es, mindestens 95 % des Genmaterials von Vitis vinifera beizubehalten und sogenannte Resistenzgene gegen die beiden Varianten des Mehltaus einzubinden. Seit dem Jahr 2018 ist Voltis in die Sortenliste eingetragen und seit Dezember 2022 für den Zeitraum von mindestens 10 Jahren in der Herkunftsbezeichnung Champagne zugelassen. Voltis gilt als gute Ergänzung zum Chardonnay sofern die Ertragsmenge stark eingeschränkt wird. Der Einsatz von Fungiziden soll sich um 80–90 Prozent verringern.

## Resistenzzüchtung
Im Jahr 2000 wurde das Resistenzzüchtungsprogramm „Résistances Durables - ResDur“ durch das INRA  aufgelegt
Insgesamt 3 Versuchsserien wurden im Vorfeld auf langfristiger Basis identifiziert. Bei Serie 1 (ResDur 1) wurden Versuchsreben auf Basis von Vitis rotundifolia (mit den Resistenzgenen Rpv 1 und Run 1) mit Hybridreben des Julius Kühn-Institut (Resistenzgene Rpv 3 und Ren 3) gekreuzt. Die selektierten Resistenzgene haben bislang ihre Wirksamkeit bei den Krankheiten Plasmopara viticola und Erysiphe necator gezeigt. wobei die Hauptgene Rpv1 (Mehltau) und Run1 (Echter Mehltau) mit anderen Resistenzgenen assoziiert sind.
4 Sorten der ersten Versuchsreihe, Voltis, Floreal, Vidoc und Artaban (2 weiße und 2 rote), die im Oktober 2015 in den offiziellen Katalog eingetragen wurden, wurden zu Beginn der Kampagne 2018 klassifiziert.

## Ampelographische Sortenmerkmale
- Die Triebspitze ist offen. Sie ist wollig behaart, mit karminrotem Anflug. Die hellgrünen Jungblätter sind auf der Blattunterseite spinnwebig bedeckt.
- Die mittelgroßen dunkelgrünen Blätter sind dreilappig oder ungelappt und wenig gebuchtet. Die Stielbucht ist V-förmig offen. Die Zähne sind im Vergleich der Rebsorten mittelgroß. Die Blattoberfläche ist blasig gewellt. Im Herbst verfärben sich die Blätter gelblich
- Die kleinen bis mittelgroßen Trauben sind leicht konisch bis zylindrisch, kaum geschultert, kompakt aufgebaut und haben mittellange, kaum verholzte Stiele. Die mittelgroßen, rundlichen Beeren sind bei voller Reife gelb-grünlich und gelegentlich schwarz gepunktet (Lentizelle).

Die mittelspät reifende, ertragsreiche Rebe treibt etwas später als der Chardonnay aus, ist widerstandsfähig gegen Falschen Mehltau, und Echten Mehltau, aber empfindlich gegen Botrytis und Schwarzfäule der Rebe.

## Synonyme
Colmar 2011G, Col 2011G